# Nagomi
Nagomi (jap. 和水町 Nagomi-machi) – miasto w Japonii, na wyspie Kiusiu, w prefekturze Kumamoto. Według danych na rok 2020 miejscowość zamieszkiwało 9 342 mieszkańców , a gęstość zaludnienia wyniosła 94,6 os./km².